# Nolwenn Leroy
Nolwenn Leroy (Saint-Renan, Bretanja; 28. rujna 1982.) francuska je klasično školovana pjevačica i tekstopisac. Postala je slavna nakon pobjede na showu Star Academy 2. Do danas je objavila pet studijskih i dva live albuma, a dva su joj singla – "Cassé" i "Nolwenn Ohwo!" – osvojila i prva mjesta na francuskim glazbenim top-ljestvicama. Godine 2012. nagrađena je s dvije dijamantne ploče za album Bretonne, koji je prodan u više od milijun primjeraka.
Leroy je osvojila više nagrada te je za njih bila nominirana. U siječnju 2015, bila je 17. na popisu 50 najomiljenijih slavnih osoba u Francuskoj koji su objavile novine Le Journal du Dimanche.
Leroy tečno govori engleski, jer je provela godinu dana u Ohiju na učeničkoj razmjeni. Pjeva na mnogo jezika, uključujući francuski, bretonski, engleski i irski. 

## Diskografija

### Studijski albumi
- Nolwenn (2003.)
- Histoires Naturelles (2005.)
- Le Cheshire Cat et moi (2009.)
- Bretonne (2010.)
- Ô Filles de l'eau (2012.)
- Gemme (2017.)
- Folk (2018.)
- La Cavale (2021.)

### Uživo albumi
- Histoires Naturelles Tour (2007.)
- Ô Tour de l'eau (2014.)

### Singlovi
- Cassé (2003.)
- Une femme cachée (2003.)
- Suivre une étoile (2003.)
- Inévitablement (2004.)
- Nolwenn Ohwo! (2005.)
- Histoire Naturelle (2006.)
- Mon Ange (2006.)
- J'aimais tant l'aimer (2007.)
- Reste encore (2007.)
- Faut-il, faut-il pas ? (2009.)
- Textile Schizophrénie (2010.)
- Suite Sudarmoricaine (2010.)
- Mná na h-Éireann (Women of Ireland) (2010.)
- La Jument de Michao (2010.)
- Tri Martolod (2011.)
- Brest (2011.)
- Moonlight Shadow (2011.)
- Juste pour me souvenir (2012.)
- Sixième Continent (2013.)
- J'ai volé le lit de la mer (2013.)
- Ophélia (2014.)
- Gemme (2017.)
- Trace ton chemin (2017.)
- Brésil, Finistère (2021.)
- Loin (2021.)

## Vanjske poveznice
- Nolwenn Leroy – službene stranice  Arhivirana inačica izvorne stranice od 4. siječnja 2017. (Wayback Machine) (fr.)